# Fitting
Als Fitting (englisch für ‚Beschlag‘, ‚Verbindungsstück‘, ‚Kleinteil‘, ‚Armatur‘ deutscher Plural die Fittings) oder Rohrverbinder werden Verbindungsstücke für Rohrleitungen in der Versorgungs- und Montagetechnik bezeichnet, die überwiegend zur Herstellung von Rohrleitungsverbindungen dienen.
Die Abmessungen vieler Fittings sind in Normen (EN, ANSI, GOST …) festgelegt, so dass Rohre und Fittings verschiedener Hersteller kombiniert werden können.
Rohrverbinder größeren Dimensionen bzw. bei geringerem Anspruch an die Passgenauigkeit werden sie auch als Formstücke bezeichnet, insbesondere solche aus Kunststoff.

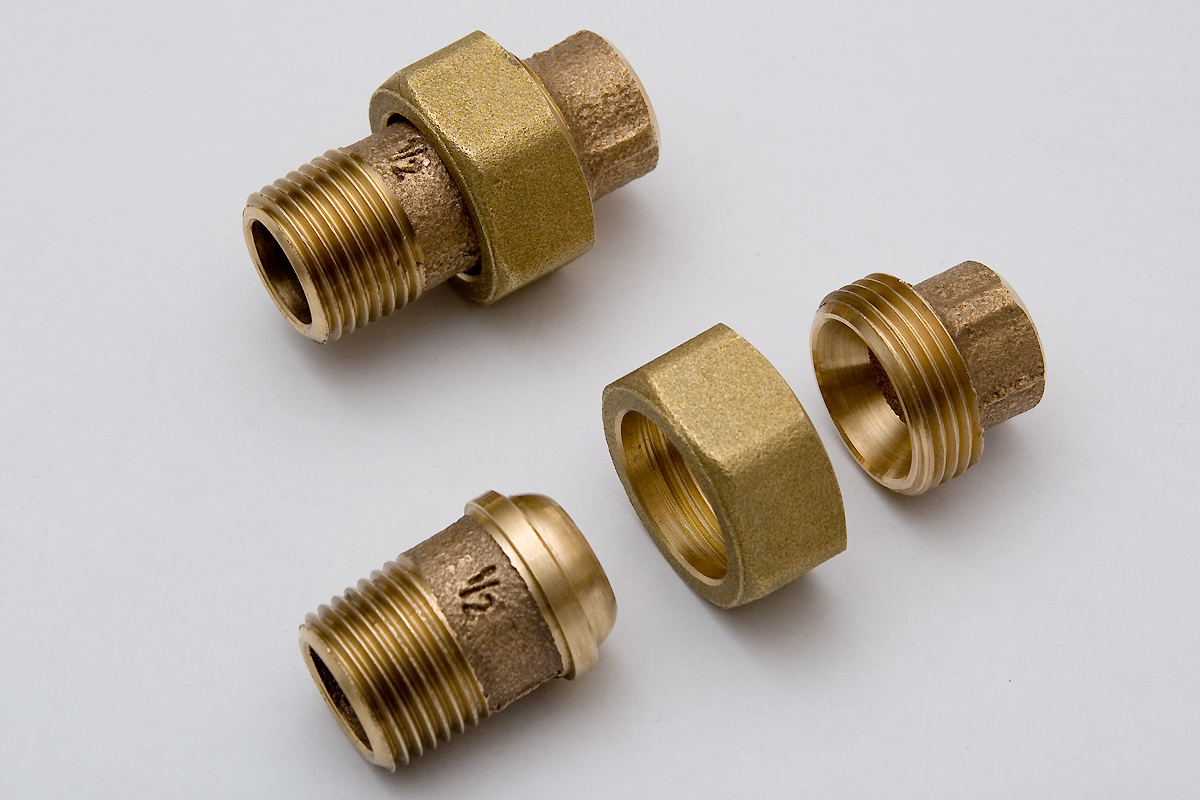
Sogenannte metallisch-dichtende Verschraubung mit Überwurfmutter

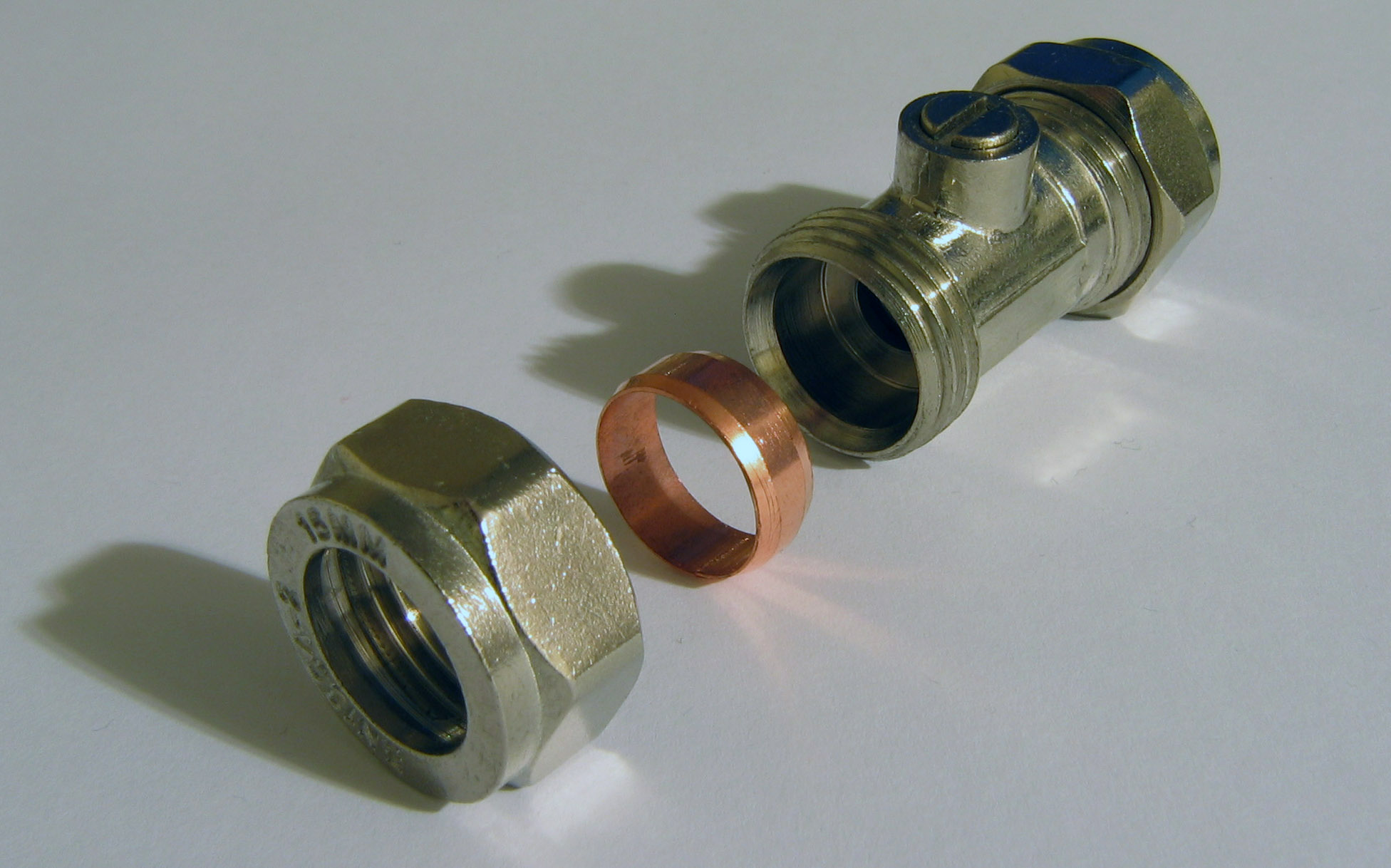
Klemmringverschraubung die etwa mit PVC- und mit Kupferrohren verwendet werden kann.

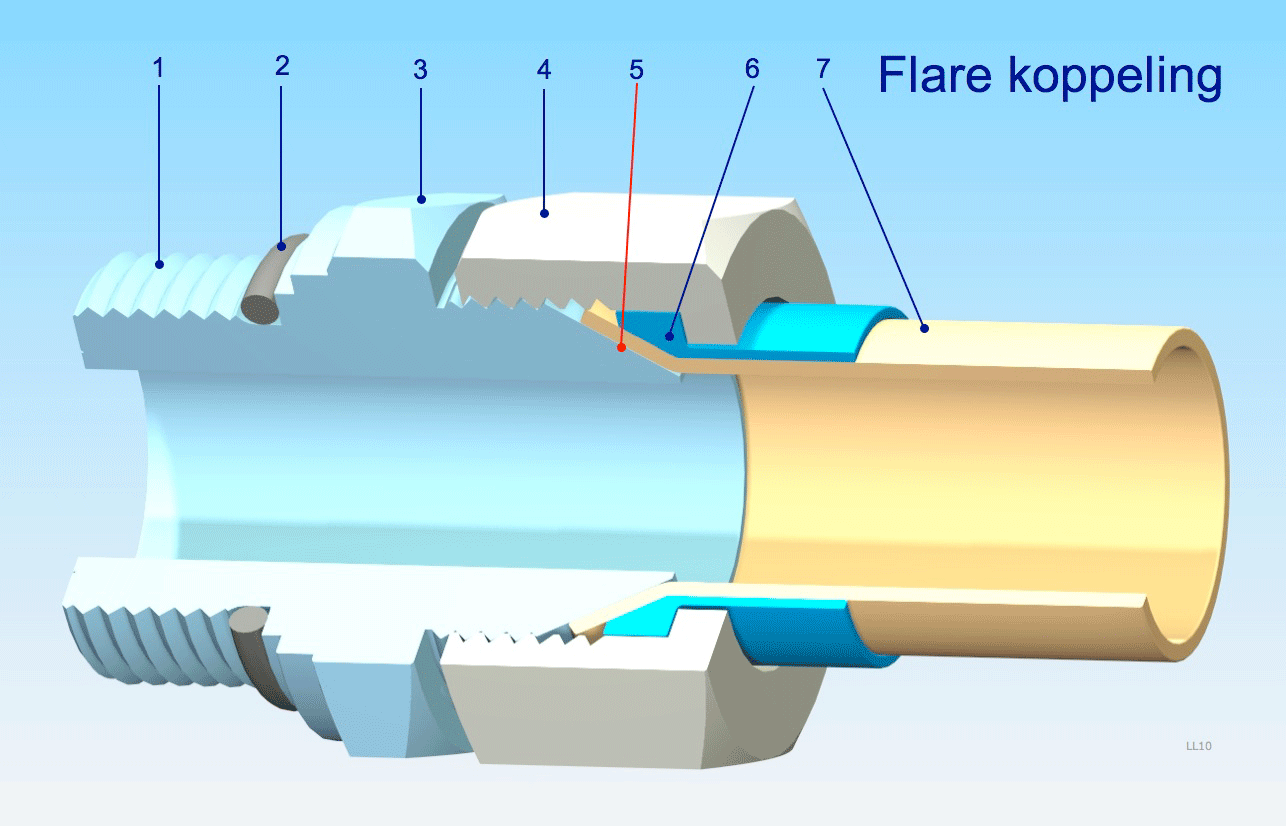
Verschraubung für Kunststoff- und Mehrschichtverbundrohre bei der zunächst das Rohrende (7) aufgeweitet und dann zwischen der Stützhülse (6) und der konischen Dichtfläche (5) eingeklemmt wird, indem die Überwurfmutter (4) auf das Gewinde des Doppelnippels (3) geschraubt wird.

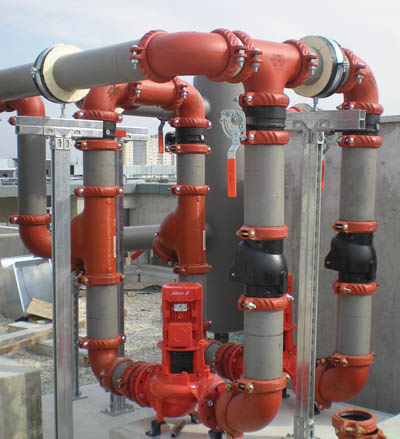
Fittings dieser Größe werden auch als Formstücke bezeichnet.

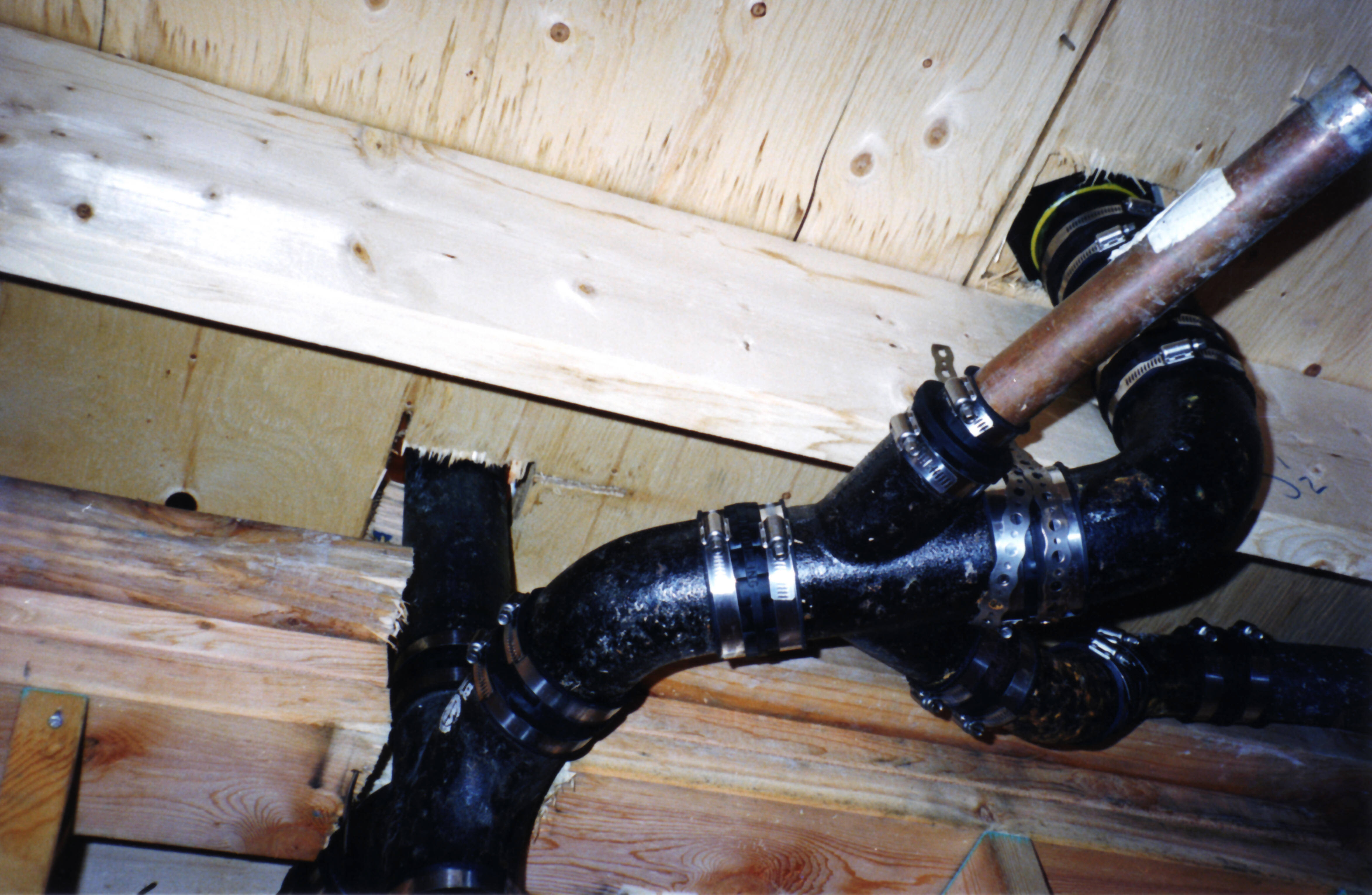
Abwasserleitung aus Gusseisen (SML-Rohr)

## Geschichte
Das heute als Fitting verstandene Verbindungsstück im Rohrleitungsbau wurde bis zur Erfindung des Tempergusses geschmiedet. In Europa wurde die Technik des Tempergusses für Fittings – der sogenannte Tempergussfitting – 1864 von Georg Fischer II. eingeführt. Das Polytechnische Journal urteilte 1860: «Seit etwas länger als einem Jahr hat das durch ausgezeichnete Stahlfabrikate in der ganzen technischen Welt wohlbekannte Etablissement von Fischer in Schaffhausen auch die Fabrikation von hämmer- und schweissbarem Guss aufgenommen.» Gussfittings setzten sich schnell durch, da sie qualitativ und preislich überlegen waren.
Tempergussfittings wurden zu Beginn vor allem für Gasleitungen mit Dimensionen von ¼ bis 2 Zoll eingesetzt, doch auch für Wasser- und Dampfleitungen. In den 1870er Jahren taucht in Produktkatalogen der Firma Georg Fischer AG (GF) erstmals der Begriff Fitting auf.
Kunststoff als Werkstoff für Fittings kam Mitte der 1950er Jahre auf, um die Anfang dieses Jahrzehnts auf den Markt gekommenen Kunststoffrohre miteinander zu verbinden. Seit 1953 wurden im Werk Schaffhausen der GF erste Versuche unternommen, 1955 konnten PVC-Fittings auf einer Fachmesse präsentiert werden und ab 1957 gingen diese in Serienproduktion.

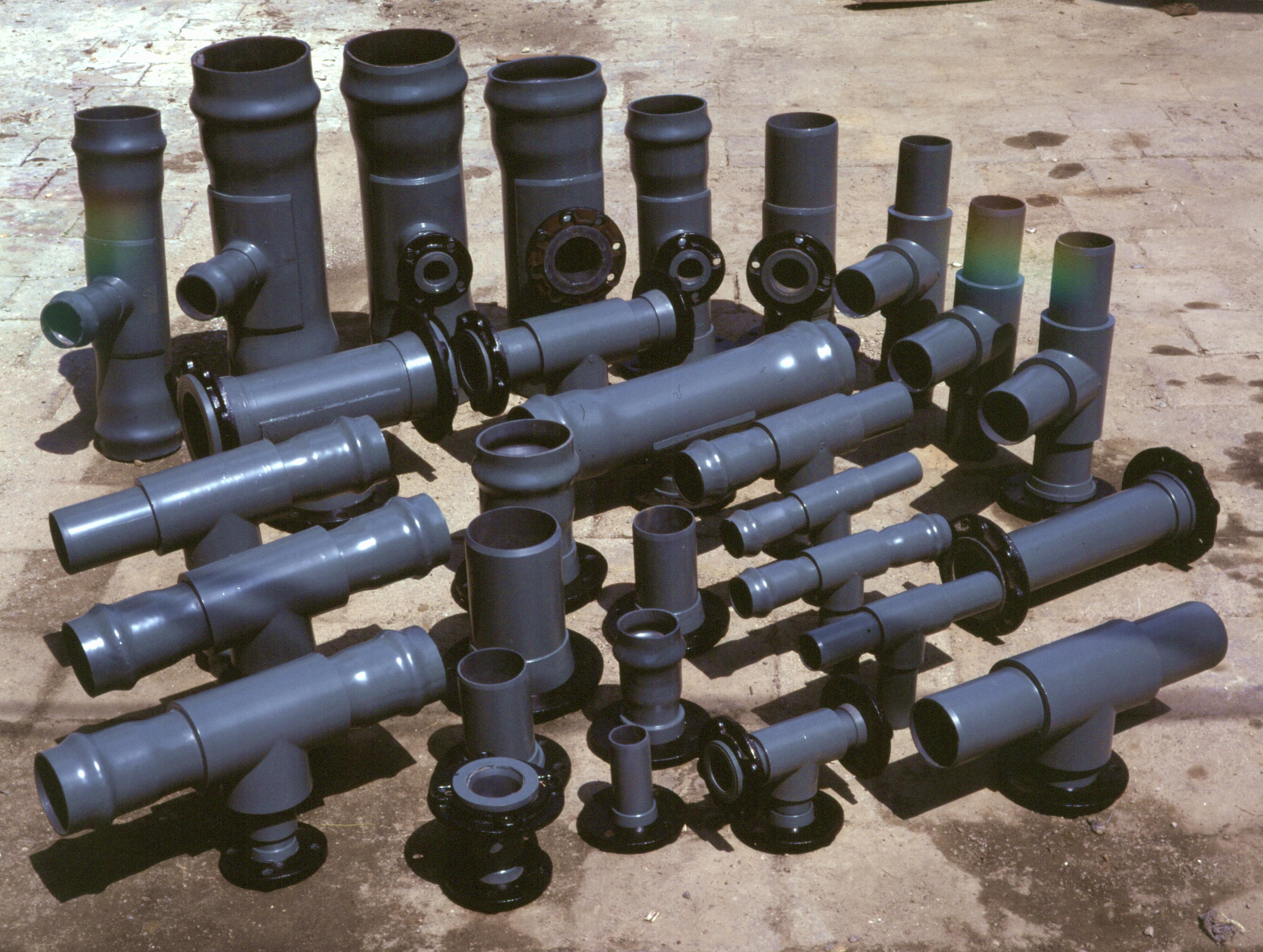
PVC-Fittings für Steck- und Flanschverbindungen

## Rohrleitungsfittings
Fittings bzw. Formteile dienen in Rohrleitungssystemen zur Verbindung der geraden und gebogenen Rohrstücke untereinander sowie mit Rohrleitungsarmaturen (Ventile, Reinigungsöffnungen, Dichtungen, Thermometer, Manometer usw.).
Der Anschluss kann durch Verschraubung, Flansch-, Löt-, Klemm-, Quetsch-, Steck-, Press- oder Klebeverbindung hergestellt werden. Der Begriff ist überall in der Rohrleitungsplanung und auch in der Haustechnik gebräuchlich.
Fittings werden für verschiedene Nennweiten und Nenndrücke angeboten.
Aufgrund der Zeitersparnis und einfacheren Anwendung hat der Einsatz von Fittings in der häuslichen Installationstechnik das handwerkliche Biegen, Aufweiten, Aushalsen und fittingslose Hartlöten von Kupferrohr sowie das Verschweißen sogenannter schwarzer Stahlrohre fast verdrängt.

### Funktion
Zur Herstellung von komplexen, verzweigten Rohrleitungsnetzen werden Verbindungsstücke unterschiedlicher Art und Dimensionen angeboten, die je nach Typ beispielsweise folgende Funktionen erfüllen:
- Gerade Verbindungen durch Lang- oder Kurzmuffen, Doppelnippel und Kupplungen
- Richtungswechsel durch Winkel (mit kleinem Radius) oder Bögen (mit größerem Radius)
- Durchmesserwechsel durch Reduzierungen (Reduzierstücke)
- Abzweige durch T-Stücke (3-armig) und Kreuzungen (4-armig)
- Verbindung zu Einbauteilen beispielsweise durch Flansche oder Verschraubungen (Nippel)
- Verbindung verschiedener Rohrmaterialien, zur Vermeidung von Korrosionselementen sollten bei der Verbindung unterschiedlicher Metalle Isolierstücke verwendet oder Kombinationsregeln beachtet werden. Zwischen Stahl- und Kupferrohren werden beispielsweise Messing- oder besser Rotgussfittings eingesetzt.
- Trennstellen sowie Reinigungs- und Inspektionsöffnungen für Montage und Wartungsarbeiten, z. B. durch Verschraubungen

### Bezeichnungen
Im Anlagenbau werden vielfach auch die englischen Bezeichnungen verwendet: Fittings (engl. Fittings), Verbindungen (Joints u. unions), Flansche (flanges), Rohr (tube, pipe) und Ventile (valves).
Im Deutschen existiert zudem der Oberbegriff Armaturen für alle in Rohrleitungen eingebauten Steuerungs- und Kontrollteile (Ventile (hand- oder motorbetrieben), Schaugläser, Siebe, Rückschlagklappen u. a. m., aber keine Mess- und Regelungsausrüstungen). Den Sammelbegriff Armatur kennt man im Englischen nicht und schlägt alles den valves zu.

### Werkstoffe
Fittings gibt es aus (schwarzem) Stahl, (schwarzem) Temperguss, rostfreiem Stahl („Edelstahl“), Messing, Rotguss, Kupfer und Kunststoffen.
Für Verschraubungen werden Fittings aus Kunststoff, Messing, Rotguss oder weißem Temperguss verwendet. Tempergussfittings werden einer speziellen Wärmebehandlung unterzogen, um die Zähigkeit des ursprünglich spröden Gusswerkstoffes zu erhöhen.

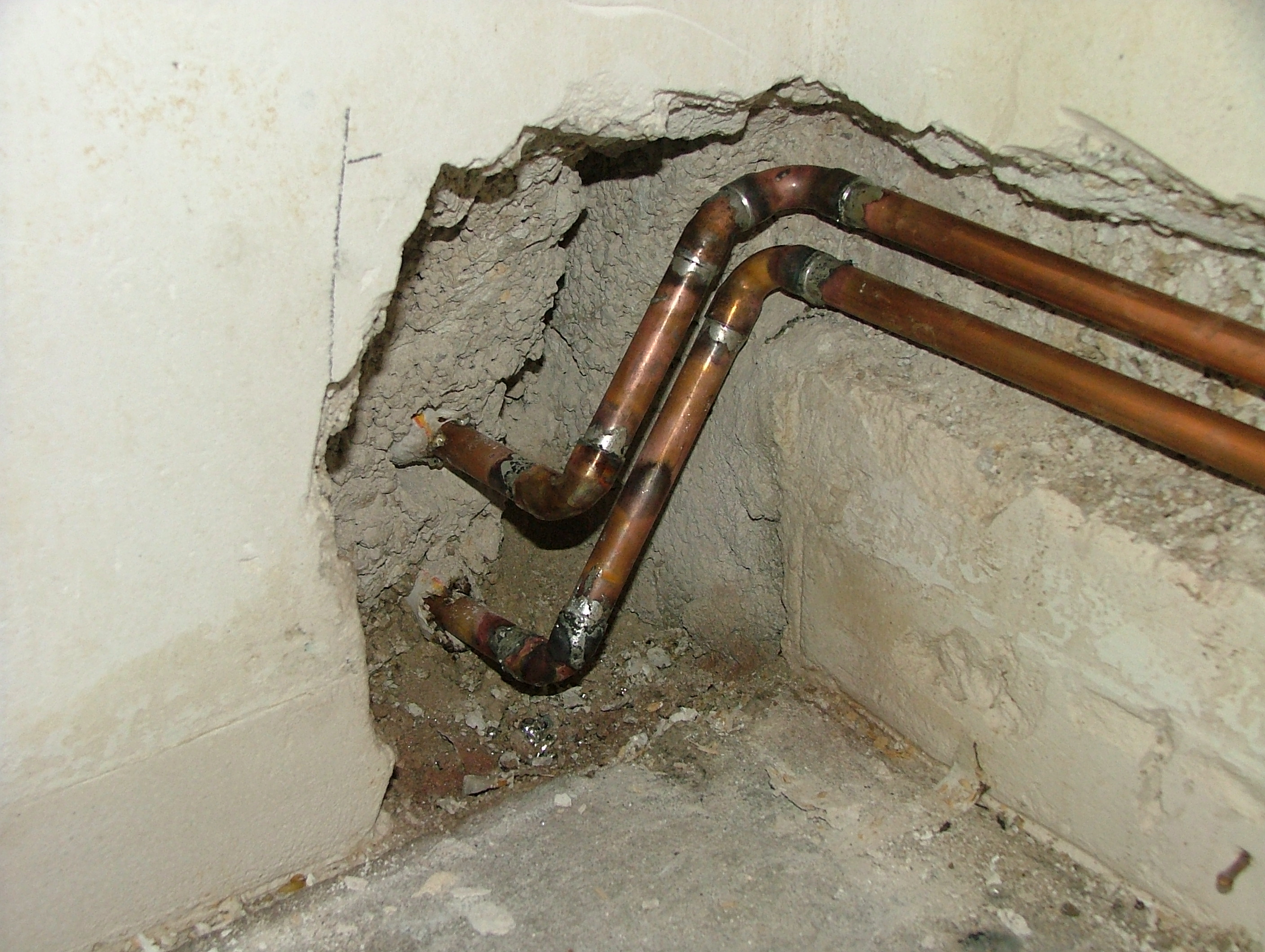
Richtungswechsel, Versprung und Anpassung von Rohrachsabständen mittels Rohrbögen

### Standardisierung
Form und Maße von Rohrleitungs-Fittings werden durch Normen (DIN, EN, ANSI) geregelt.
Die Durchmesser der Durchströmungsöffnungen werden meist als Nennweiten (DN, engl.: NB (nominal bore) oder NPS (nominal pipe size)) angegeben.
Alle Fittings, die für Wasser- und Gasinstallationen eingesetzt werden, sollten ebenso wie Rohre mit der Buchstabenkombination „DVGW“ gekennzeichnet sein.

### Neue Verbindungstechniken
Traditionell werden Rohre durch Verschrauben, Löten und Schweißen verbunden. Moderne Techniken sind Stecken, Klemmen, Pressen, Kleben und das Verschweißen von Kunststoffrohren. Im Gegensatz zu Schweiß- und Lötverbindungen können diese auch in brand- und explosionsgefährdeter Umgebung eingesetzt werden. Die Abdichtung der Verbindung wird bei Steck-, Klemm- und Pressverbindungen gewöhnlich durch einen Dichtring (O-Ring) hergestellt, der in eine Nut im Fitting eingelegt wird. Zum Ansetzen der Pressbacken beim Herstellen einer Pressverbindung wird etwas mehr Platz benötigt, als für das Drehen der Schraubfittings bei Gewinderohren. Auch die Geräte für das Heizelementmuffen- und Heizelementstumpfschweißen von Kunststoffrohren benötigen einen gewissen Arbeitsraum.
Demgegenüber können insbesondere Löt-, Klebe-, Steck- und Klemmverbindungen sowie Heizelementschweißungen in der Regel auch unter beengten Verhältnissen ausgeführt werden.

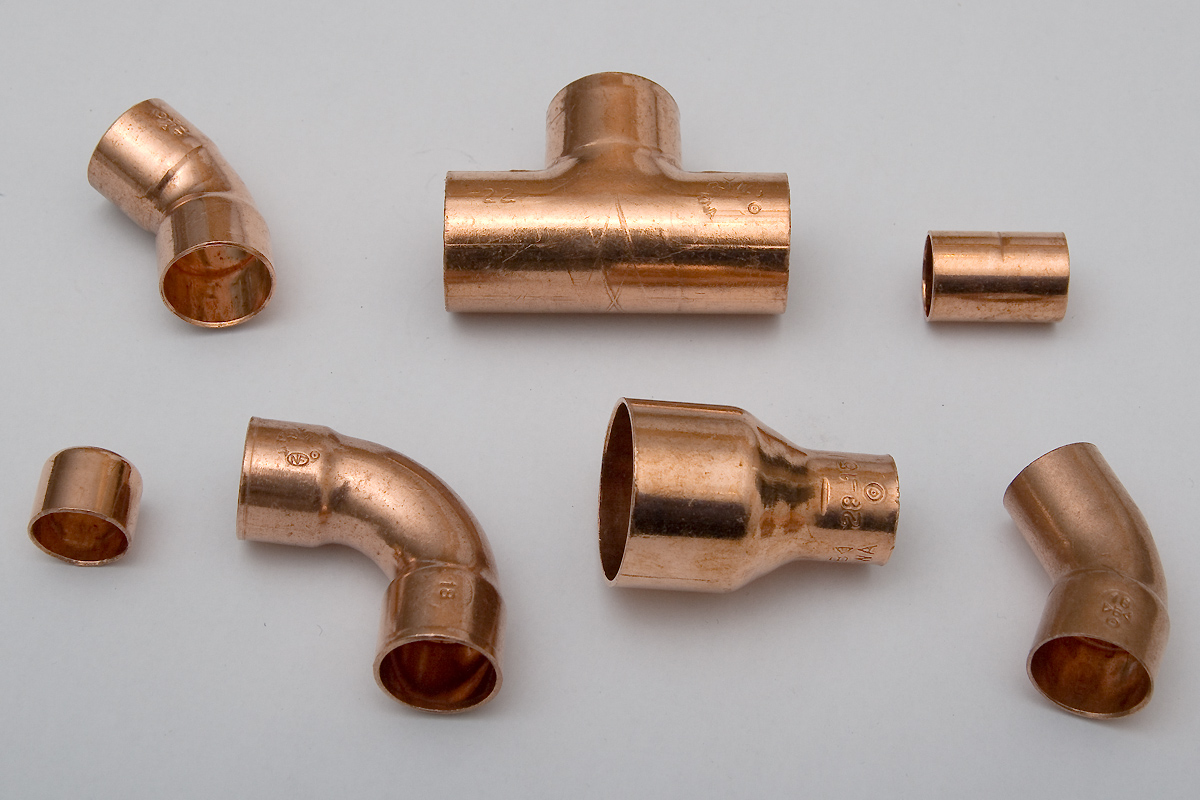
Fittings aus Kupfer zur Kapillar-Lötverbindung

## Kupfer-Lötfittings
Fittings zur Kapillarlötung von Kupferrohr sind nach EN 1254 (ehemals DIN 2856) genormt. Die Formstücke werden durch eine Typennummer gekennzeichnet.
| Typenserie 5000: Lötfittings aus Kupfer nach EN 1254 |      |                                                                       |
| Nummer                                               | Bild | Benennung                                                             |
| 5001A                                                |      | Bogen 90° mit Innen- und Außenlötende                                 |
| 5002A                                                |      | Bogen 90° mit Innenlötenden                                           |
| 5002 L                                               |      | Langer Bogen 90° mit Innenlötenden                                    |
| 5040                                                 |      | Bogen 45° mit Innen- und Außenlötende                                 |
| 5041                                                 |      | Bogen 45° mit Innenlötenden                                           |
| 5060                                                 |      | Doppelbogen 180° mit Innenlötenden                                    |
| 5085                                                 |      | Überspringbogen mit Innenlötenden                                     |
| 5085                                                 |      | Überspringbogen mit Innenlötenden                                     |
| 5086                                                 |      | Überspringbogen mit Innen- und Außenlötende                           |
| 5090                                                 |      | Winkel 90° mit Innenlötenden                                          |
| 5090R                                                |      | Winkel 90° reduziert mit Innenlötenden                                |
| 5092                                                 |      | Winkel 90° mit Innen- und Außenlötende                                |
| 5130                                                 |      | T-Stück mit Innenlötenden                                             |
| 5130 R                                               |      | T-Stück reduziert mit Innenlötenden                                   |
| 5180 R                                               |      | Kreuzstück mit Innenlötenden                                          |
| 5240                                                 |      | Reduziermuffe mit Innenlötenden                                       |
| 5240G                                                |      | Halbe Verschraubung mit Innenlötende, Überwurfmutter, flach dichtend  |
| 5243                                                 |      | Reduziernippel mit Innen- und Außenlötende                            |
| 5243G                                                |      | Reduziernippel mit Innenlötende und Außengewinde                      |
| 5246G                                                |      | Übergangs-Muffennippel mit Innengewinde und Außenlötende              |
| 5270                                                 |      | Muffe mit Rohranschlag und Innenlötenden                              |
| 5270 G                                               |      | Übergangsmuffe mit Innenlötende und Innengewinde                      |
| 5270S                                                |      | Schiebemuffe ohne Rohranschlag mit Innenlötenden                      |
| 5280G                                                |      | Doppelnippel mit Innen- und Außenlötende                              |
| 5290                                                 |      | Stopfen                                                               |
| 5301                                                 |      | Kappe mit Innenlötende                                                |
| 5340                                                 |      | Verschraubung, kegelig (metallisch) dichtend                          |
| 5340G                                                |      | Verschraubung, einerseits Innengewinde, kegelig (metallisch) dichtend |
| 5340G                                                |      | Verschraubung, einerseits Außengewinde, kegelig (metallisch) dichtend |
| 5359G                                                |      | Halbe Verschraubung, flach dichtend mit Überwurfmutter                |
| 5870                                                 |      | Ausdehnungsbogen                                                      |

## Steckfittings

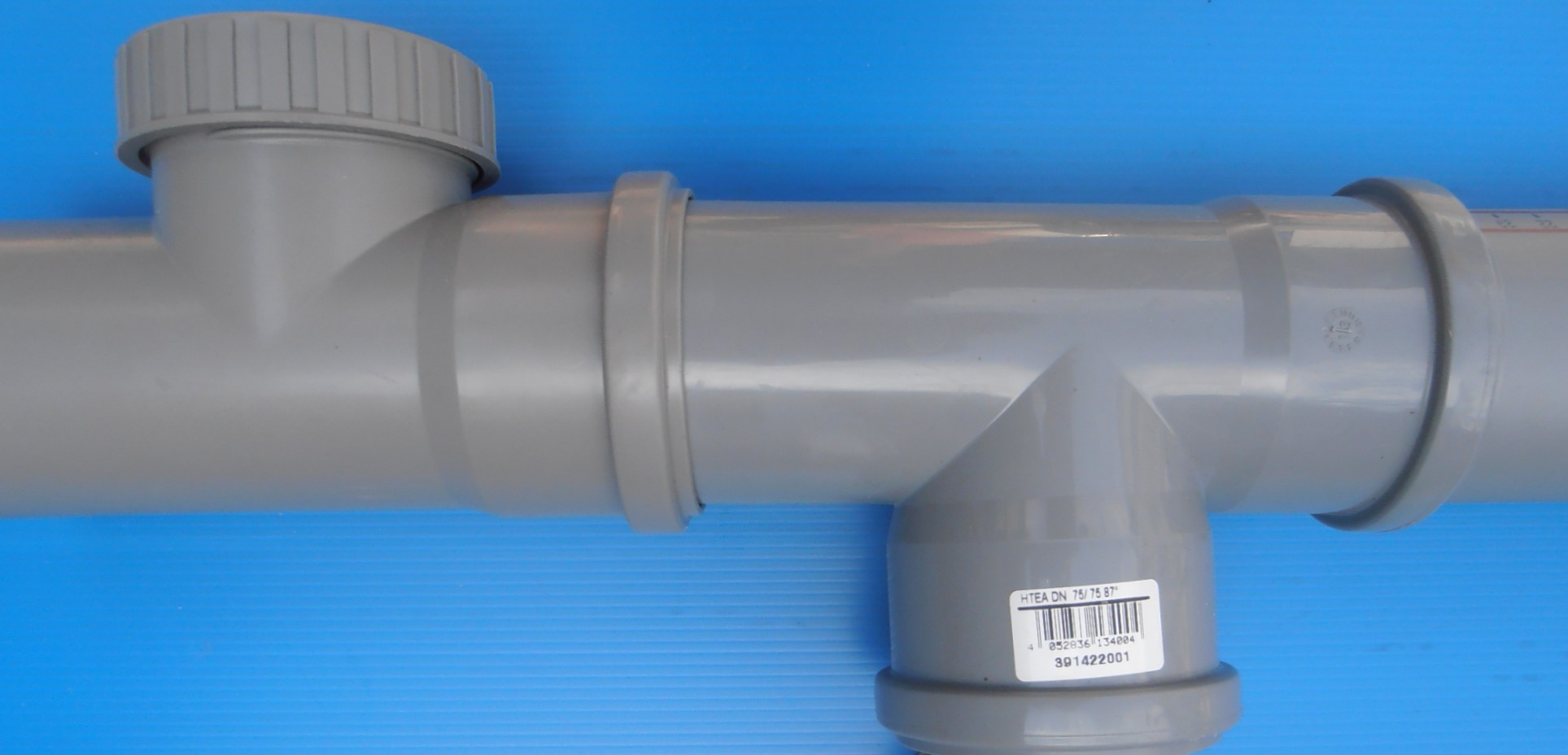
HT-Rohr mit Muffen zur Steckverbindung

Steckverbindungen werden für Abwasserleitungen aus Keramik, Beton, sowie HT- und KG-Rohren verwendet.
Es sind auch Steckfittings für Kupfer- und Stahlrohre erhältlich, die ohne Werkzeugeinsatz verwendet und je nach System mit speziellen Zangen wieder gelöst werden können. Die zugfeste Verbindung wird meist durch einen dünnen, lamellierten Ring aus Federstahl hergestellt. Die scharfkantigen lamellenartigen Flügel des Rings erlauben das Einstecken des Rohrs und verkrallen sich beim Auftreten von Zugkräften wie Widerhaken auf dessen Außenseite. Aufgrund des hohen Preises werden diese druckfesten Steckfittings nur in besonderen Fällen eingesetzt. Ein bekannter Markenname ist Tectite.

## Pressfittings

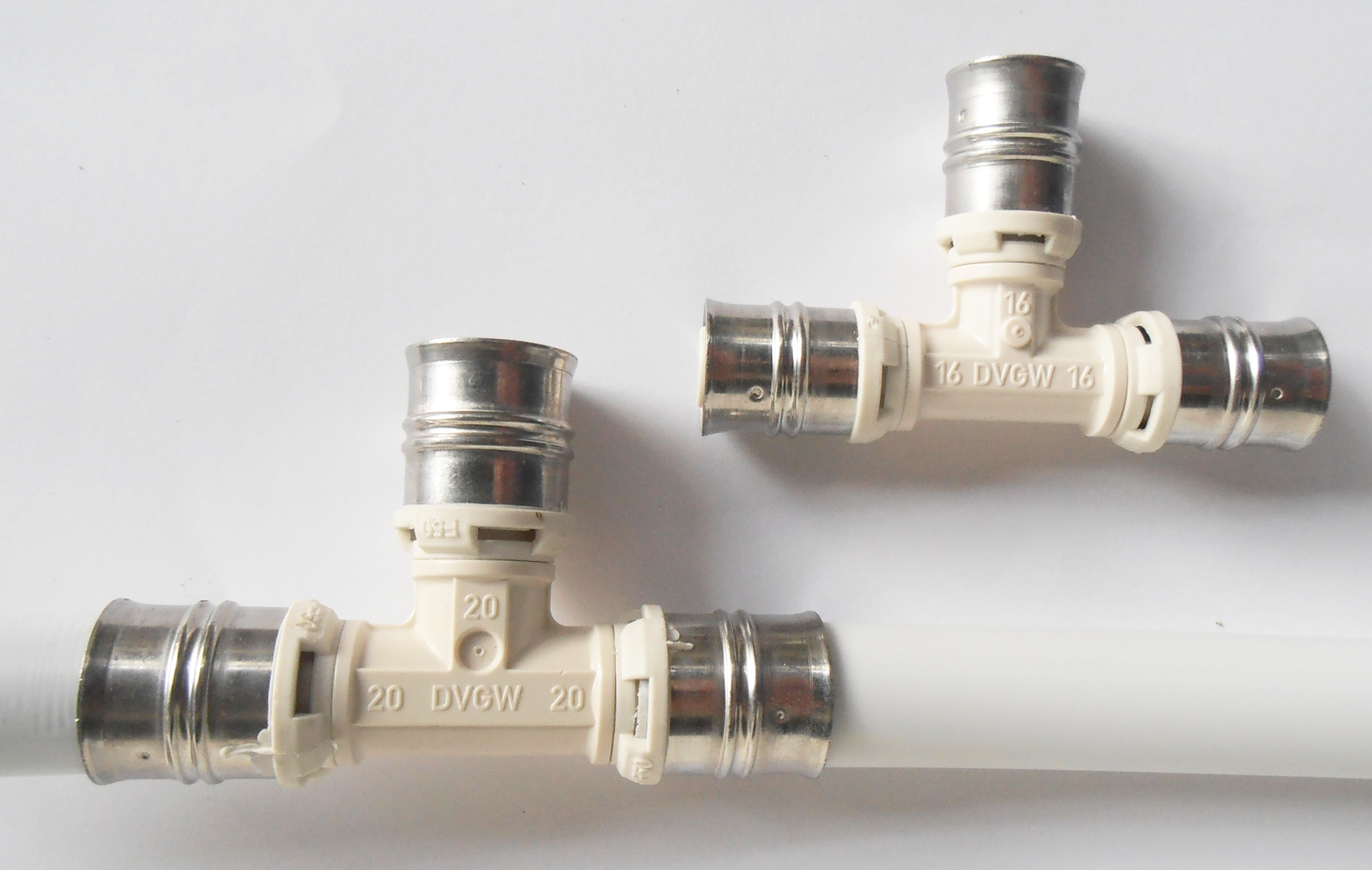
T-Stücke für Mehrschichtverbundrohr

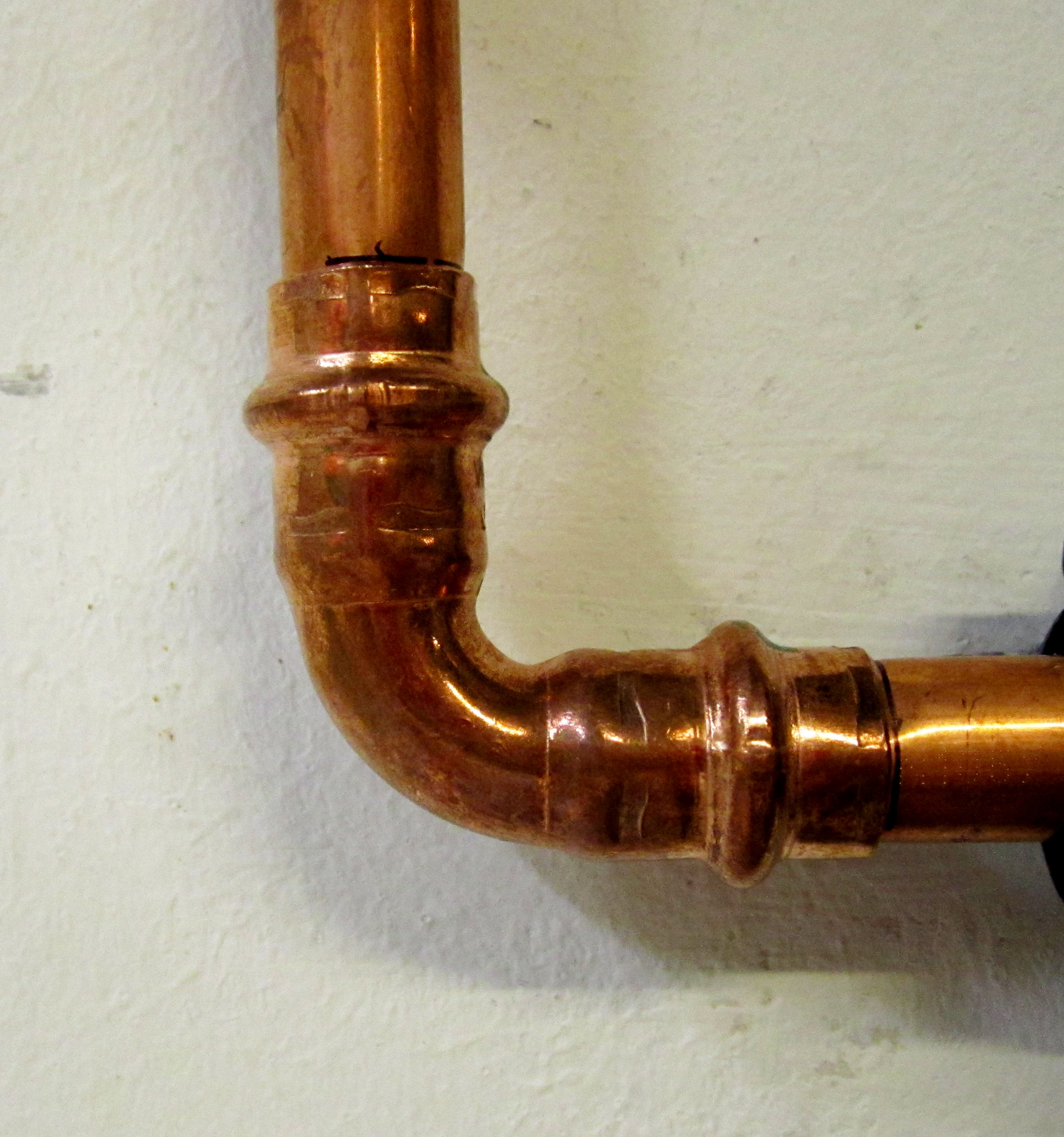
Kupfer-Pressfitting mit 90°-Bogen in 15mm-Rohr

Das Pressen ist die im professionellen Bereich inzwischen vorherrschende Verbindungstechnik bei Heizungs- und Sanitärinstallationen.
Pressfittings werden mit handbetätigten Presszangen oder elektrischen Pressmaschinen auf Kupfer-, Stahl- oder Mehrschichtverbundrohr verpresst. Diese Fittings sind noch relativ teuer, Vorteile ergeben sich insbesondere aus der schnellen Montage. Presswerkzeuge lassen sich oft in Baumärkten und Fachunternehmen mieten.
Presswerkzeuge für die verschiedenen Systeme sind oft nicht miteinander kompatibel. Sie werden auch als Pressbacken oder Presszangen bezeichnet. Alternativ kommen Pressringe mit (Gelenk)Zugbacken zum Einsatz. Für größere Rohrdurchmesser gibt es Pressketten mit Zugbacken oder Pressschlingen. Zum Verpressen von Gasinstallationen werden teilweise spezielle Presswerkzeuge gefordert. Die verschiedenen Prägemuster der Werkzeuge werden als Konturen bezeichnet.
Der Vorteil besteht in erster Linie in der einfachen und schnellen Verarbeitung:
- Außer dem Entgraten der Schnittkante und Markieren der Einstecktiefe sind keine weiteren Vorarbeiten nötig.
- Neben dem Pressgerät wird keine Zusatzausrüstung wie Gewindeschneidkluppen, Gasflaschen oder Schweißgeräte benötigt.
- Keine Brandgefahr oder Verschwelung der Umgebung durch Löt- und Schweißarbeiten.
- Sauberes Aussehen der Verbindungsstellen ohne Nachbearbeitung.

Nachteile:
- Fittinge und Armaturen mit Pressverbindung sind vergleichsweise teuer
- An Engstellen ist das Heranführen des Presswerkzeuges schwer oder gar nicht möglich
- Bei manchen Systemen sind die Verbindungen bereits nach dem Zusammenstecken dicht, ohne dass eine Verpressung vorgenommen wurde. Versehentlich unverpresste gebliebene Verbindungsstellen können dann einige Zeit nach Inbetriebnahme auseinanderrutschen, was insbesondere bei Gas- und Wasserleitungen katastrophale Folgen haben kann, wenn die Leckage nicht gleich bemerkt wird. Große Hersteller statten ihre Pressfittings daher inzwischen mit O-Ringen aus, deren speziell geformte Einschnürungen das in der Rohrleitung geführte Medium kontrolliert austreten lassen, solange die Verbindungen nicht verpresst worden ist („unverpresst undicht“).
- Die Hersteller gewähren auf ihre Produkte in der Regel 5 Jahre Garantie. Da noch keine Langzeiterfahrungen über das Verhalten des Materials der Dichtringe vorliegen, ist nicht bekannt, ob die Haltbarkeit traditioneller Rohrverbindungen erreicht werden kann. Die Dichtheit sollte in gewissen Abständen überprüft werden (problematisch bei Unterputz-Installation).

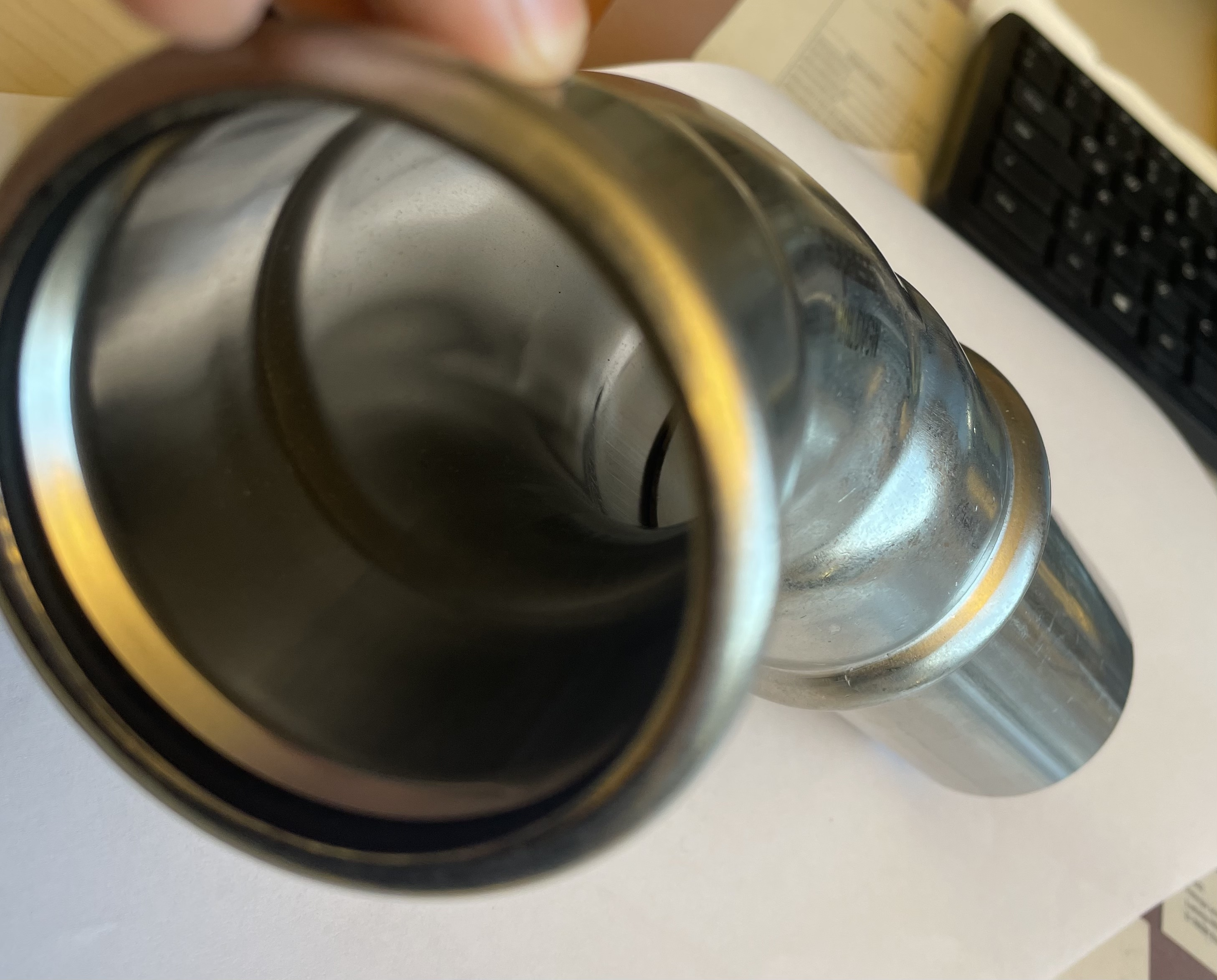
In die Muffe des Pressfittings wird das Stahlrohr eingeschoben. Hinter dem schwarzen O-Ring verbleibt zwischen dem Außendurchmesser des Rohrs und dem Innendurchmesser der Muffe ein feiner umlaufender Spalt, der als Totraum bezeichnet wird.

- Nach dem Verpressen verbleibt bei Pressfittings in der Regel zwischen Rohr und Muffe ein feiner Ringspalt, in den die im Rohr transportierten Flüssigkeiten und Gase eindringen. Dieser Totraum kann kaum gereinigt werden. Diese Pressfittings eignen sich daher nur bedingt für die Verwendung in Rohrleitungen für Lebensmittel und Getränke, die aus hygienischen Gründen regelmäßig gereinigt und gespült werden müssen.

Die Eignung der Presswerkzeuge wird im Allgemeinen durch die Hersteller der Presswerkzeuge selbst festgestellt. Zusätzlich bestätigen einige Systemhersteller bzw. -anbieter oder unabhängige technische Prüfstellen die Eignung.
Die Prüfung erfolgt nach DVGW Regelwerk W 534 sowie nach VP 614 durch ein zugelassenes Prüfinstitut.
| Liste verfügbarer Pressfittings | | | |                      |                  |                  |
| Verbindungen                    | allseitig Press | Außengewinde | Innengewinde | Armaturenanschluß    | Flanschende      | Verschluss       |
|                                 | Bogen 90° I/I oder I/A Bogen 45° I/I oder I/A Pressmuffe I/I Schiebemuffe I/I T-Stück (ggfls. reduziert) Reduzierstück Durchgangsverschraubung Sprungbogen Passbogen 15°, 45°, 75°, 90° Kappe | Übergangswinkel 90° AG T-Stück AG Übergangsstück AG Winkel- oder Durchgangsverschraubung AG Einsteckende AG Übergangsbogen 90° AG< | Übergangswinkel 90° IG 3-Wege Übergangswinkel IG T-Stück IG Übergangsmuffe IG Winkel- oder Durchgangsverschraubung IG Sprungbogen Wandscheibe/Deckenwinkel (ggfls. mit Wandabstand) IG Wandscheibe/Deckenwinkel mit T-Stück Doppelwandscheibe (Durchgangswandscheibe) | 3-teiliges Pressende | Übergangsflansch | Verschlußstopfen |

### Pressfittings für Kupfer, Edelstahl und C-Stahl
Pressfittings zur Verpressung von metallischem Rohr besitzen angeformte Muffenenden mit gut sichtbaren Wulst, in dem von innen ein O-Ring zur Abdichtung des Ringspalts eingelegt wird. Sie werden mit Radialpressen im Umfang so verpresst, dass einerseits der O-Ring umlaufend komprimiert und andererseits durch die gemeinsame Deformation von Rohr und Muffe des Fittings ein Formschluss hergestellt wird. Üblicherweise wird dabei der ursprünglich kreisförmige Querschnitt in eine sechseckige Form gebracht.
Bei der Verwendung von gewöhnlichen O-Ringen sind die Rohrverbindungen meist bereits nach dem Zusammenstecken dicht, auch ohne dass eine Verpressung vorgenommen wurde. Unverpresste Verbindungsstellen werden daher bei der obligatorischen Druckprüfung nicht bemerkt. Da unverpresste Verbindungen im regulären Betrieb jedoch oft nach einiger Zeit auseinanderrutschen, kam es häufiger zu verheerenden Wasserschäden. Inzwischen bieten die meisten Hersteller speziell geformte O-Ringe an, die gewährleisten, dass die Verbindungen „unverpresst undicht“ sind und so rechtzeitig erkannt werden können.
Viega und Nussbaum verwenden für unverpresst undichte Pressverbindungen die Bezeichnung SC-Contur bzw. SC-Contour, Seppelfricke, Swiss Fittings  bzw. VSH und andere Hersteller verwenden den Begriff LBP-Funktion oder ‘Leak Before Pressed’, Eurotubi ‘‘leak path‘‘, Frabo Securfrabo, Weecon SafetyPress (SP).
Zusätzlich versehen einige Hersteller die Fittinge mit farbigen Plastikringen, welche sich beim Verpressen lösen. Hierdurch ist optisch zu erkennen, ob die Verpressung bereits vorgenommen wurde.
Die Haltbarkeit des O-Rings ist entscheidend für die Lebensdauer des Systems.
- Für Heizungs-, Kühl- und Trinkwasserinstallationen sowie bei Sprinkleranlagen werden in der Regel schwarz gefärbte Dichtringe aus EPDM eingesetzt.
In Verbindung mit C-Stahl- und Edelstahl-Fittings sind bei einem Druck von bis zu 16 bar Betriebstemperaturen von −35 °C bis 120 °C[10] bzw. 135 °C und kurzzeitig bis 150 °C vorgesehen. Mit Kupfer-Fittings sind bei gleichem Druck −20 °C bis 110 °C und kurzzeitig 130 °C vorgesehen. Höhere Drücke sowie Vakuum bis −0,85 bar sind möglich.[11] Der Volumenanteil von Frostschutzmitteln wird gelegentlich auf 50 % begrenzt.[10]
- Für Solaranlagen mit Betriebstemperaturen von −20 °C bis 180 °C[10] bzw. 200 °C und kurzzeitig bis 230 °C werden Dichtringe aus FKM (Viton) oder FPM eingesetzt, die oft grün (VSH/Seppelfricke) oder blau eingefärbt sind. Für Edelstahlrohr und -pressfittinge ist ein Betriebsdruck von 16 bar vorgesehen, für halbharte und harte Kupferrohre von 10 bar.[11] Dichtringe aus FPM dürfen in der Regel nicht für Trinkwasserinstallationen verwendet werden.[10]
- Zum Transport von Kohlenwasserstoffen (z. B. Öle) werden Dichtringe aus FKM eingesetzt, die oft grün (VSH/Seppelfricke) oder blau eingefärbt sind.[11]
- Für Gasinstallationen mit Kupferfittings werden gelb gefärbte Dichtringe aus NBR verwendet, die bis zu 5 bar Überdruck und Betriebstemperaturen von −20 °C bis 70 °C eingesetzt werden können. In Verbindung mit Edelstahlfittings werden gelb gefärbte Dichtringe aus HNBR verwendet, die im Brandfall zusätzlich Dichtheit bei einer Temperatur von 650 °C über 30 Min gewährleisten sollen.[11]
- Für Druckluft mit Betriebstemperaturen von −20 °C bis 85 °C[10] werden EPDM Dichtringe bis zu einem  Wassergehalt von 7800 mg/m³ (Klasse 5, ISO 8573 Teil 1) und Ölgehalt von 25 mg/m³ (Klasse 5, ISO 8573 Teil 1) eingesetzt. Bei höherem Wasser- oder Ölgehalt werden Dichtringe aus FKM (Viton) verwendet.
 Für C-Stahlrohre darf der Wassergehalt 880 mg/m³ (Klasse 3, ISO 8573 Teil 1) und der Ölgehalt 25 mg/m³ (Klasse 5, ISO 8573 Teil 1) betragen. Darüber sollten Rohre aus Kupfer oder Edelstahl verwendet werden.
- Für Dampf bis zu einem Druck von 9 bar und Betriebstemperaturen von −20 °C bis 175 °C und kurzzeitig bis 190 °C werden spezielle Dichtringe aus FKM verwendet, die z. B. grau gefärbt sind (VSH/Seppelfricke).[11]
- Um den O-Ring beim Einschieben des Rohres oder des Spitzendes eines Fittings nicht zu beschädigen, wird gelegentlich empfohlen, diesen anzunässen.[10]

Bei Fittings mit M-Kontur bzw. M-Profil sitzt der Wulst am äußeren Ende des Fittings.
Der Wulst wird beim Verpressen allseitig zusammengedrückt. Dadurch verformt sich der eingelegte O-Ring und legt sich ans eingeschobene Rohr an. Um eine dreh- und zugfeste Verbindung (Verzahnung) zwischen Fitting und Rohr zu erreichen, wird die Muffe neben dem Wulst umlaufend an mehreren Stellen eingeprägt.
Bei Fittings mit V-Kontur bzw. V-Profil sitzt der Wulst vor dem Ende des Fittings. Die Muffe wird vom Presswerkzeug umlaufend an mehreren Stellen vor und hinter dem Wulst eingeprägt und so mit dem Rohr verpresst.
Presssysteme zur Verpressung mit M-Kontur:
- Mapress Pressfittinge (Geberit)
- Inoxpress (Raccorderie Metalliche)
- X-Press (Pegler Yorkshire Group Ltd/Aalberts N.V.)
- Xpress (VSH bzw. Seppelfricke) – Pressverbinder aus Kupfer, C-Stahl und Edelstahl für Rohre mit 76,1 – 108 mm Außendurchmesser[13][14] (Damals noch Teils von Hage Fittings Presssystem DOMINOX)[15]
- Eurotubi stellt Pressfittings aus 1.4404 (AISI 316L) Stahl her[16]
- Sanha Fittinge sind überwiegend sowohl zur Verpressung mit M-, als auch mit V- und der eigenen SA-Kontur zugelassen.[17] Die SA-Kontur ist der M-Kontur sehr ähnlich. Lediglich der Winkel des Anlaufs zum Wulst und die Verformung des Wulst durch das Presswerkzeug unterscheiden sich geringfügig.[18]
- GD Press (Grande-Tek, Swiss Fittings AG)[19]. GDPress Fittings sind sowohl mit M-Kontor als auch mit V-Kontur erhältlich.
- Starpress (Starfit China Ltd.)
- Weecon Pipesystems, 1.4404-Pressfittings mit DVGW-Zulassung[20]
- PCC Press, 1.4404- und 1.4301-Pressfittings mit DVGW-Zulassung 15-168 bzw. 54 mm, gefertigt in Asien[21]
- Pressgeräte und -werkzeuge werden unter anderem von Novopress, Rems, Roller, Ridgid und Rothenberger hergestellt.

Presssysteme zur Verpressung mit V-Kontur:
- Viega verwendet den Begriff SC-Contur für Fittinge, die „unverpresst undicht“ sind, die Verpressung erfolgt jedoch mit Werkzeugen mit V-Kontur. Die Aufnahme der Werkzeuge in der Pressmaschine wurde früher als „SOM“ bezeichnet. Inzwischen kommen „PT2“ und „Picco“ Aufnahmen zum Einsatz. Ältere Nussbaum und Novopress Maschinen können nicht mit PT2-Werkzeugen verwendet werden.[22] Picco-Aufnahmen passen nur in Picco-Maschinen.
  - Sanpress (Viega) – Edelstahl-Pressfittings
  - Profipress (Viega) – Kupfer-Pressfittinge mit Pressverbindern aus Kupfer, Rotguss oder Siliziumbronze, geprüft nach DVGW-Arbeitsblatt W 534
- VSH (Seppelfricke, Sudo) Sudopress stellt Pressverbinder aus Kupfer, C-Stahl und Edelstahl für Rohre mit 12 – 54 mm Außendurchmesser her
- >B< Press System (Conex Bänninger bzw. IBP Group) – Eigenbezeichnung B-Kontur mit Werkzeugaufnahme KSB4.[8][22]
- Eurotubi Pressfittings[10]
- Sanha Pressfittinge sind im Allgemeinen sowohl zur Verpressung mit M-, als auch mit V- und der eigenen SA-Kontur und zugelassen.[17]
- Frabopress (Frabo) – Die Kupfer-Pressfittings von Frabo dürfen als Besonderheit sowohl für Trinkwasser- als auch für Gas-Installationen verwendet werden.[23]
- GD Press (Grande-Tek, Swiss Fittings AG)[24]. GDPress Fittings sind sowohl mit M-Kontor als auch mit V-Kontur erhältlich. Swiss Fittings hat die Marke „Pressfittings aus Edelstahl“ offiziell schützen lassen.[25]
- PCC Press, 1.4404-Pressfittings mit DVGW-Zulassung 15-54 mm, gefertigt in Asien[26]
- Pressgeräte und -werkzeuge werden unter anderem von Klauke, Novopress, Nussbaum, Ridgid, Rems, Roller und Rothenberger hergestellt. Rothenberger bezeichnet Presswerkzeuge zur Verpressung von Fittings mit V-Kontur auch als SV-Kontur-Werkzeuge.

Bei Trinkwasserinstallationen, die keinen größeren Temperaturunterschieden ausgesetzt sind und bei denen der zulässige Höchstdruck nicht ausgenutzt wird, sind häufig keine Schäden zu erwarten, wenn Verbindungen mit der falschen Kontur verpresst werden. Bei Verwendung der falschen Presskontur, abgenutzten Pressbacken und zu schwachen oder schlecht gewarteten Pressgeräten reduziert sich im Allgemeinen der mögliche Höchstdruck sowie die Auszugfestigkeit der Verbindungen. Die Verdrehfestigkeit kann sich deutlich verringern (jedoch hängt diese u. a. auch vom verwendeten Presssystem und der Ausführung und Materialstärke der Fittinge ab).
Bei Warmwasserleitungen, Heizungskreisläufen und anderen Rohrsystemen, bei denen die Rohre regelmäßig einer mechanischen Belastung durch thermische Dehnung o. ä. unterliegen, ist in Ausnahmefällen denkbar, dass sich regelwidrig verpresste Verbindungen im Laufe der Zeit auseinanderschieben.

### Pressfittings für PE- und Mehrschichtverbundrohr
Pressfittings für Kunststoffrohre sind in der Regel mit angeformten Stützhülsen ausgestattet, welche in das Rohr eingeführt werden und verhindern, dass sich das Rohr beim Verpressen zu stark verformt.
Die Verpressung findet anschließend entweder durch das radiale Verpressen einer ebenfalls zum Fitting gehörigen metallischen Hülse oder durch das axiale Aufschieben einer Hülse aus Metall oder Kunststoff, die zuvor auf das Rohr aufgesteckt werden muss.

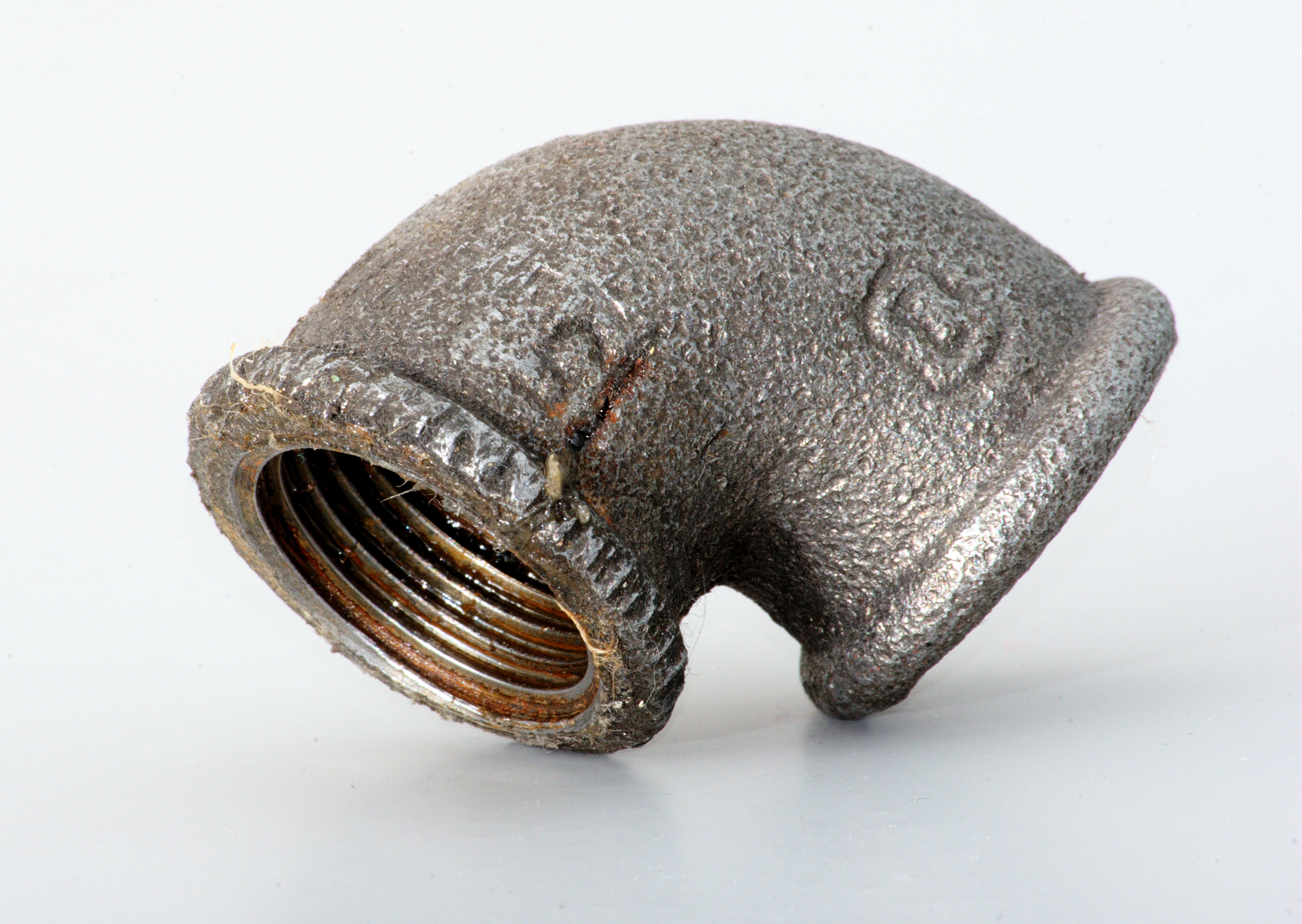
Verzinktes 90°-Innen/Innen-Schraubfitting aus Temperguss; auf dem linken Wulst sind Riefen zu erkennen, die vom gezahnten Maul der Rohrzange stammen, die zum Verschrauben des Fittings verwendet wurde

## Schraubfittings
Schraubfittings für Gewinderohr wurden traditionell aus Stahl und Temperguss gefertigt, mit Dichtpaste und Hanf abgedichtet und nach der Installation zum Schutz vor Korrosion lackiert. Später wurden in der Gas- und Wasserinstallation verzinkte Stahlfittinge eingesetzt und die sogenannten schwarzen Stahlfittings nur noch im Heizungsbau.
Die Backen bzw. Klauen des Rohrschraubstocks hinterlassen beim Schneiden des Gewindes hufeisen- oder riefenförmige Furchen im Rohr.
Die Backen der Rohrzange hinterlassen beim Verschrauben Riefen im Rand des Fittings. Vermeiden lässt sich dies in manchen Einbausituationen, wenn zur Verschraubung eine Armaturenzange oder ein eingeschraubtes Rohrstück als Hebelarm verwendet werden.
Aufgrund des zeitaufwändigen Gewindeschneidens werden Schraubfittinge heute überwiegend nur noch in Anwendungsfällen eingesetzt, bei denen mit vorgeschnittenen Gewinden gearbeitet werden kann, etwa beim Verbinden von Armaturen, Pumpen und anderen vorgefertigten Rohrleitungselementen.
Aufgrund der besseren galvanischen Verträglichkeit mit Kupfer, Aluminium und Edelstahl werden heute vielfach Schraubfittings aus Messing und teilweise Rotguss eingesetzt, die zusätzlich etwas geringere Abmessungen haben als Gussfittings.

### Gewindefittings und Gewinderohrteile
Die meisten Hersteller wie Starfit, Aperam, Thyssen Krupp, Kohler AG, Hage Fittings und Flanschen produzieren Guss-Fittings in Asien. Hage Fittings und Flanschen waren die letzten Hersteller von Gewindefittings im Feingussverfahren in Deutschland und wurden 2003 von Aalberts Industries übernommen.
Gewindefittings werden überwiegend durch Temperguss- bzw. Feingussverfahren hergestellt und anschließend mit CNC-Maschinen bearbeitet. Gewinderohrteile werden aus Gewinderohr zugeschnitten und mit einem Gewinde versehen. Gewindefittings und Gewinderohrteile für den europäischen Markt haben standardmäßig ein ISO7-1-Rohrgewinde, während Fittings für den nordamerikanischen Markt ein NPT-Gewinde haben. Standard-Gewindegrößen für Gewinderohrteile und Gewindefittings aus Edelstahl sind 1⁄8″, 1⁄4″, 3⁄8″, 1⁄2″, 3⁄4″, 1″, 1 1⁄4″, 1 1⁄2″, 2″, 3″ und 4″. Der größte Teil der Fittings aus Edelstahl wird in 1.4404 (316L, V4A), 1.4408 oder 1.4571 (316Ti) hergestellt, jedoch gibt es auch günstigere Ausführungen in 1.4307 (304L, V2A).
Nach der „Bewertungsgrundlage für metallene Werkstoffe im Kontakt mit Trinkwasser“ im Rahmen der Trinkwasserverordnung können nicht rostende Stähle (Edelstahl) im Passivzustand für alle Produktgruppen A bis D verwendet werden. Im Gegensatz zu Kupferfittings und Temperguss-Fittings können Edelstahl-Fittings unbedenklich auch ohne DVGW-Zulassung in Deutschland für Gewinnung, Aufbereitung oder Verteilung von Trinkwasser verwendet werden. 
Die Norm ISO 4144 definiert die Abmessungen, Toleranzen und Anforderungen für Gewindefittings aus Edelstahl, die vor allem in Sanitär-, Heizungs- und Industrieanwendungen eingesetzt werden.
Häufig wird ein 3.1 Abnahmeprüfzeugnis HFF nach EN 10204 für die Montage von Gewinderohrteilen benötigt, insbesondere beim Anlagenbau mit Drücken oberhalb von 20 bar.
| Liste verfügbarer Gewindefittings | |                                                                                       |                                           |                                                                                         |
| Verbindungsende                   | Gewindeende | Anschweißende                                                                         | Schlauchanschluss                         | Verschluss                                                                              |
| Gewindeende                       | Bogen A/A* (außen/außen), Winkel 90° I/I (innen/innen; auch als Reduzierwinkel und Deckenwinkel bzw. Wandscheibe), Winkel 90 I/A (innen/außen; auch als Reduzierwinkel), Winkel 45° I/I, Winkel 45° I/A, T-Stück (auch als Reduzier-T-Stück), Kreuzstück, Doppelnippel (auch als Reduziernippel bzw. Absetznippel), Rohrnippel*, Rohrdoppelnippel*, Muffe gegossen (auch als Reduziermuffe und reduzierter Muffennippel), Muffe nahtlos*, Verschraubung, Hahnverlängerung, Reduzierstücke: Reduziernippel (Absetznippel), Reduziermuffe, reduzierter Muffennippel („Reduzierung“) Gewinde-Adapter NPT (AG) / Rp (IG), Gewinde-Adapter R (AG) / NPT (IG) Pumpenverschraubung | Anschweißnippel* Verschraubung kon./fl. Anschweißende Anschweißverschraubung kon./fl. | Schlauchnippel mit Gewinde* Schlauchtülle | Sechskant-Stopfen Vierkant-Stopfen Verschlussschraube DIN 910 Rundkappe Sechskant-Kappe |
| Anschweißende                     | |                                                                                       | Schlauchnippel mit Anschweißende*         |                                                                                         |
| * Gewinderohrteil                 | |                                                                                       |                                           |                                                                                         |

## Schweißfittings

### Edelstahlschweißfittings unbearbeitet/bearbeitet
Neben den Schweißfittings mit unbearbeiteter Oberfläche werden insbesondere in der Lebensmittelindustrie Schweißfittings mit polierter Oberfläche installiert. Die Fittings werden entweder aus geschweißten oder nahtlosen Edelstahlrohren geformt. In Europa sind Schweißfittings nach Europäischer Norm genormt, während in den USA der ASTM/ASME-Standard benutzt wird.
Nach Beschwerden europäischer Rohrbogenhersteller wurde in der EU ein Anti-Dumping-Verfahren gegen Edelstahl-Schweißfittings aus China durchgeführt. Nach der Prüfung der Herstellungskosten der Unternehmen Rohrbogen AG, Erne Fittings, Swiss Fittings, Acrus, OSTP, Ta Chen (Taiwan), King Lai (Taiwan) und Jndia (China), wurden Einfuhrzölle eingeführt, um einen fairen Wettbewerb zu ermöglichen.